# Watchdog
Anglický výraz watchdog znamená hlídací pes. Slovní spojení se užívá k označení subjektu – jedince nebo organizace (ve většině případech producentů masmediálních obsahů) – jejichž cílem je sledovat korektnost a morální integritu politických činitelů, úřadů, státních organizací či firem. Watchdog v tomto smyslu je „hlídacím psem“ určitých mechanismů uvnitř společnosti, například jejich demokratických principů. Anglický výraz pro toho, kdo upozorní veřejnost prostřednictvím médií na porušení daných mechanismů, je „whistleblower“.

## Zaměření
Tematické zaměření subjektů je různé, může se týkat základních lidských práv, práva na soukromí, práva žen na interrupci, problematiky ekologie, fungování státní správy, soudů aj.
- Social Watch Česká republika - monitoruje dodržování mezinárodních lidskoprávních úmluv, ke kterým se přihlásila Česká republika a Evropská unie. Je součástí celosvětové sítě Social Watch.
- Transparency International – mapuje stav korupce v ČR a přispívá k omezování korupce.
- Amnesty International – usiluje o dodržování lidských práv na celém světě.
- Liga lidských práv – monitoruje dodržování základních lidských práv v Česku, prosazuje systémové změny, poskytuje bezplatné právní poradenství
- Kverulant.org – mapuje chyby ve fungování státní správy a vyvoláním tlaku veřejnosti usiluje o konkrétní pozitivní změny ve veřejném životě.
- Otevřená společnost – usiluje o rovnoprávné příležitosti občanů, o demokratizaci, humanizaci atd. (organizace Step by Step, ProCulture, Slovensko-český ženský fond).
- Privacy International – usiluje o ochranu osobního soukromí občanů.
- Frank Bold Society (do roku 2013 Ekologický právní servis [2]) – bezplatné právní poradenství občanům, kteří ve veřejném zájmu řeší případy ohrožení životního prostředí, špatného fungování státní správy či korupce.[3]
- Hlídač Státu z.ú. – analyzuje smlouvy z registru smluv, veřejné zakázky, sponzorské dary politickým stranám atd.
- Rekonstrukce státu